# Rue Sesquières
La rue Sesquières (en occitan : carrièra Tolosani de las Sesquièras) est une voie de Toulouse, chef-lieu de la région Occitanie, dans le Midi de la France.

## Situation et accès

### Description
La rue Sesquières est une voie publique. Elle se trouve dans le quartier Saint-Étienne, dans le secteur 1 - Centre.
Large de seulement 4 à 5 mètres, elle naît perpendiculairement à la rue Furgole. Elle suit un parcours rectiligne, orienté au nord-ouest, puis oblique à 90°, au nord-est, et rejoint la rue Théodore-Ozenne au croisement de laquelle elle se termine, presque au niveau de la rue Caminade.
La chaussée compte une seule voie de circulation automobile. Elle appartient à une zone de rencontre et la vitesse y est limitée à 20 km/h. Il n'existe pas d'aménagement cyclable, quoiqu'elle soit à double-sens cyclable.

### Voies rencontrées
La rue Sesquières rencontre les voies suivantes, dans l'ordre des numéros croissants :
1. Rue Théodore-Ozenne
2. Rue Furgole

## Odonymie

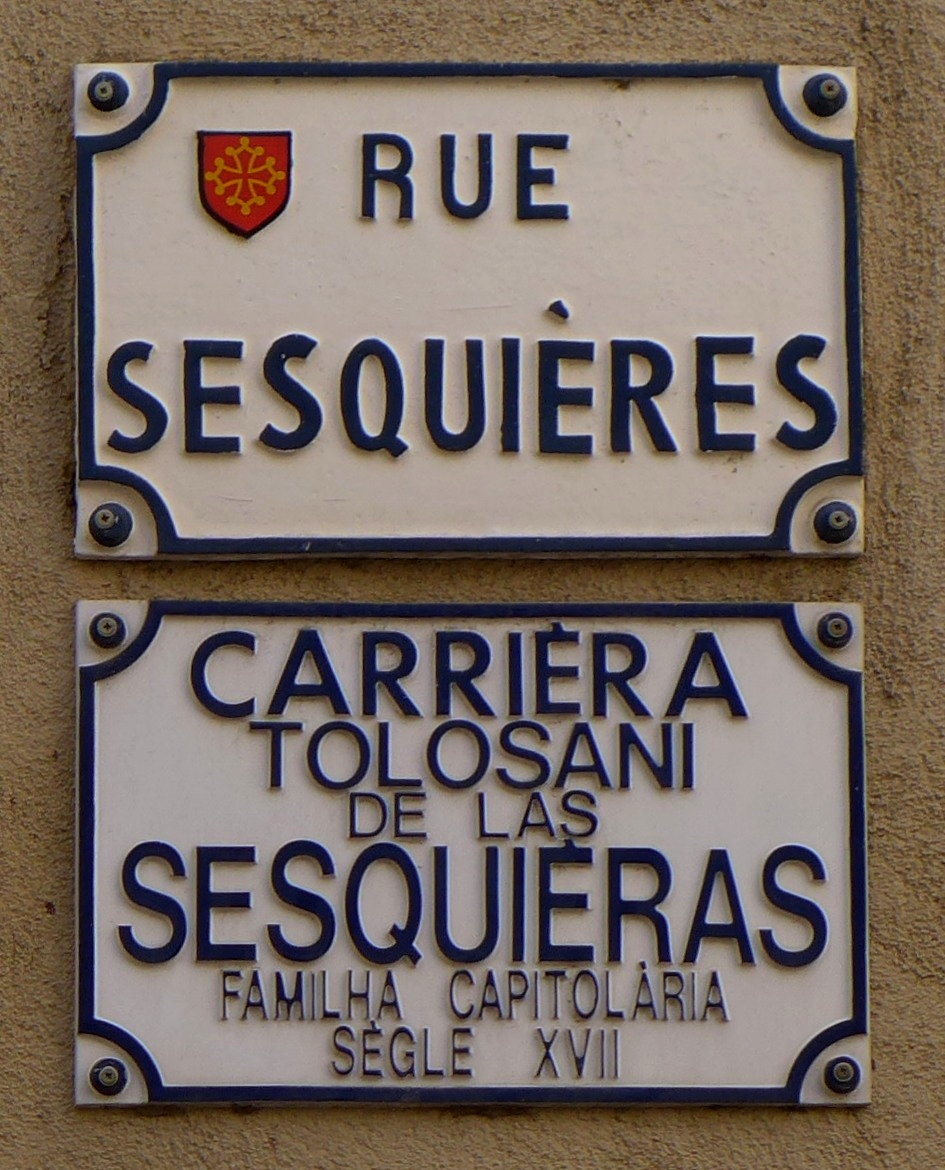
Plaques de rue en français et en occitan.

Le nom de la rue lui vient d'une importante famille toulousaine qui y possédait un hôtel particulier (actuels no 14 et 16), qui avait cependant son entrée principale rue des Coffres (actuel no 9), les Tolosany de Lasesquières. On peut citer, parmi les membres éminents de cette famille, Guillaume Tolosany, seigneur de Lasesquières, docteur et avocat, capitoul en 1630-1631 ; Philippe Tolosany de Lasesquières, capitoul en 1645-1646 ; Olivier de Tolosany, capitoul en 1653-1654 et chef du consistoire en 1662-1663 ; Antoine de Tolosany, capitoul en 1656-1657.
À la fin du Moyen Âge, au milieu du XVe siècle, cette ruelle portait le nom de rue des Brassiers : ces brassiers étaient les paysans qui louaient leurs bras pour travailler. Au milieu du siècle suivant, son nom change pour celui de rue des Bordes, dont le nom désigne une petite métairie (bòrda en occitan). La rue ne prit le nom de Lasesquières ou la Sesquières qu'au cours du XVIIIe siècle. Il ne faut cependant pas la confondre avec d'autres rues toulousaines qui portèrent jusqu'au XVIIe siècle un nom similaire : la rue Sesquières-Vieilles, devenue la rue du Coq-d'Inde, et la rue Sesquières-Neuve, nom que partagèrent la rue Maletache et la rue des Quatre-Billards.

## Histoire

### Moyen Âge et période moderne
Au Moyen Âge, la rue Sesquières dépend du capitoulat de Saint-Barthélémy. La plupart des maisons de cette rue ne sont alors que des dépendances des immeubles ou maisons qui donnent sur les rues voisines, particulièrement la rue d'Escaffre (actuelle rue des Coffres), la rue de la Souque-d'Albigès (actuelle grande-rue Nazareth) et la rue de la Porte-Montgaillard (actuelle rue Théodore-Ozenne). Sa population est variée et on y trouve peut-être des brassiers, paysans habitués à louer leurs bras pour les travaux des champs, qui donnent leur nom à la rue au milieu du XVe siècle.
À partir du siècle suivant, les hommes de loi, et particulièrement les parlementaires, se font plus nombreux. Au XVIIe siècle, la famille Tolosany de Lasesquières y avait l'arrière de son hôtel particulier (actuels no 14 et 16).

## Patrimoine et lieux d'intérêt
- no  3 : immeuble. 
Cet immeuble a été construit à la fin du XIXe siècle ou au début du siècle suivant, et conserve une porte d'entrée dans un style néo-roman[3]. Il a été construit à l'emplacement de la maison de Guillaume Desazars (1754-1831), baron de Montgailhard, magistrat et homme politique toulousain[4], avocat au parlement de Toulouse en 1782, président du tribunal civil de Villefranche-de-Lauragais en 1792, premier président de la cour d'appel de Toulouse en 1804. Parallèlement, lorsque l'Académie des Jeux floraux, supprimée à la Révolution française, se réunit à nouveau sous l'Empire, il est l'un des premiers appelés à en faire partie. Officier de la Légion d'honneur, trésorier de la 10e cohorte, il est fait baron de l'Empire en 1810. En 2019, la façade et sa porte néo-romane sont rénovées. L'immeuble demeure à cette date un hôtel particulier.

- no  6 : hôtel Davisard.
Cette maison bâtie au XVIe siècle formait l'arrière de l'hôtel de la famille Davisard, dont l'entrée principale se trouve no 24 grande-rue Nazareth sur le cadastre de 1680. L'édifice est surprenant par sa façade irrégulière et sa porte décentrée. Le mur de façade conserve deux vestiges de culots sculptés de style Renaissance[5].